# Seiichi Ogawa
Seiichi Ogawa (小川 誠一 Ogawa Seiichi?), född 21 juli 1970 i Chiba prefektur, är en japansk före detta fotbollsspelare.
Ogawa började sin karriär 1989 i Toyota Motors (Nagoya Grampus Eight). Med Nagoya Grampus Eight vann han japanska cupen 1995 och 1999. Han avslutade karriären 2000.